# Yuki Shimoda
Yuki Shimoda (Sacramento, 10 agosto 1921 – Los Angeles, 21 maggio 1981) è stato un attore statunitense.

## Biografia
Figlio di immigrati giapponesi, Shimoda e la famiglia trascorsero la seconda guerra mondiale in un campo d'internamento statunitense dopo l'entrata in guerra del Paese contro il Giappone. Fece il suo debutto a Broadway nel dramma La casa del tè alla luna d'agosto (1953), ma l'attenzione di pubblico e critica arrivò tre anni dopo, quando interpretà il maggiordomo Ito accanto a Rosalind Russell nella commedia Zia Mame a Broadway.
Due anni dopo, Shimoda si trasferì a Los Angeles per interpretare nuovamente Ito nell'adattamento cinematografico della commedia e da allora recitò prevalentemente al cinema, in film come Il piacere della sua compagnia e Una notte movimentata, oltre alle serie televisive Kung Fu e Here We Go Again. Nel 1975 tornò a Broadway per l'ultima volta nel musical Pacific Overtures.
Morì nel 1981 per un cancro al colon.

## Filmografia parziale

### Cinema
- La signora mia zia (Auntie Mame), regia di Morton DaCosta (1958)
- C'era una volta un piccolo naviglio (Don't Give Up the Ship), regia di Norman Taurog (1959)
- Una notte movimentata (All in a Night's Work), regia di Joseph Anthony (1961)
- Il piacere della sua compagnia (The Pleasure of His Company), regia di George Seaton (1961)
- Il molto onorevole ministro (A Majority of One), regia di Mervyn LeRoy (1961)
- La battaglia di Midway (Midway), regia di Jack Smight (1976)
- MacArthur il generale ribelle (MacArthur), regia di Joseph Sargent (1977)
- L'ultimo viaggio dell'arca di Noè (The Last Flight of Noah's Ark), regia di Charles Jarrott (1980)
- The Octagon, regia di Eric Karson (1980)

### Televisione
- Hawaiian Eye – serie TV, episodio 1x03 (1959)
- Hong Kong – serie TV, episodio 1x09 (1960)
- Peter Gunn – serie TV, episodio 3x04 (1960)
- Avventure in paradiso (Adventures in Paradise) – serie TV, episodio 2x23 (1961)
- Follow the Sun – serie TV, episodio 1x12 (1961)
- Thriller – serie TV, episodio 2x27 (1962)
- La grande vallata (The Big Valley) – serie TV, episodio 1x12 (1965)
- Le spie (I Spy) – serie TV, 3 episodi (1965-1966)
- Here We Go Again – serie TV, 3 episodi (1973)
- Kung Fu – serie TV, 6 episodi (1973-1974)

## Doppiatori italiani
Nelle versioni in italiano delle opere in cui ha recitato, Yuki Shimoda è stato doppiato da:
- Mario Milita in MacArthur il generale ribelle
- Manlio Guardabassi in CHiPs
- Elia Iezzi in Wonder Woman